# Polycarpa kapala
Polycarpa kapala är en sjöpungsart som beskrevs av Kott 1985. Polycarpa kapala ingår i släktet Polycarpa och familjen Styelidae. Inga underarter finns listade i Catalogue of Life.